# گونتار تیرش
گونتار تیرش (انگلیسی: Gunther Tiersch؛ زادهٔ ۳۰ آوریل ۱۹۵۴) قایقران روئینگ اهل آلمان بود.
وی در مسابقات کشوری و بین‌المللی در مجموع برندهٔ ۲ مدال طلا شده‌است.